# اللهو و الملاهی
اللهو و الملاهی کتابی نوشته شده به دست ابن خردادبه دربارهٔ انواع سازها و دستگاه‌های موسیقی در دوران ساسانی و توضیحاتی از زندگانی باربد و سرکش است.
ابن خردادبه در کتاب از فندروس رومی و غنای فارس، روم، کرد و عرب (حُداء) و از رقص یاد کرده و نام‌هایی به فارسی آورده است. پاره‌ای از آن در الموسیقی العراقیه (چاپ ۱۳۷۰ بغداد) دیده می‌شود و اغناطیوس عبده خلیفه هم آن را به نام مختارات من کتاب اللهو و الملاهی در بیروت به سال ۱۹۶۱م چاپ کرده است.
اللهو و الملاهی، کتابی است درباره موسیقی و بخشهایی از نوشته آن به گونه پراکنده و گاه با دست اندازیهایی (:تحریفهایی) در برخی کتابهای عربی آمده است. این کتاب درباره شعر فارسی پیش از اسلام است. در آن نام برخی از ابزارهای موسیقی ایرانی و ناایرانی و همچنین مقامها و نیز یک سرود فارسی (پهلوی) از باربد که دارای سه مصراع است دیده میشود. ابن خردادبه در این نوشتار افزون بر آوردن نام ابزارهای موسیقی، شیوه نواختن نوازندگان ایرانی و هماهنگی و نواختن ابزارهای موسیقی را یاد کرده و به سازهایی چون عود، تنبور، نای، زنامی مرنای (سورنا) نیز پرداخته است.